# فورموکورتال
فورموکورتال (به انگلیسی: Formocortal) (INN)، همچنین به عنوان فلوروفورمیلون شناخته می‌شود، یک کورتیکواستروئید مورد استفاده در پزشکی پوست و چشم پزشکی است.
این دارو حدوداً در سال ۱۹۷۰ معرفی شد و تا سال ۲۰۲۱ به بازار عرضه نشده‌است.

## همچنین ببینید
- گلوکوکورتیکوئید